# Дергачи (Саратовская область)
Дергачи — посёлок городского типа, административный центр и крупнейший населённый пункт Дергачёвского района Саратовской области России.

## География
Посёлок расположен в 230 км к востоку от областного центра города Саратова и в 44 км к юго-востоку от города Ершова, на берегах реки Алтаты в месте впадения в неё притоков Камышевка и Камышлейка (бассейн Большого Узеня).
В посёлке находится железнодорожная станция Алтата на участке Саратов — Ершов — Уральск Рязано-Уральского железнодорожного хода. У северной окраины посёлка проходит федеральная автодорога А-298.

## История
Поселок основан в XVIII веке крестьянами-переселенцами и с тех пор активно заселялся народами разных национальностей. Считается, что первые переселенцы появились на территории современного посёлка ещё в 1735 году. Вторая переселенческая волна пришлась на 1827 год.
В 1837—1918 г.г. Дергачи входили в состав Новоузенского уезда, который с 1851 года отошёл к Самарской губернии.
Согласно Списку населённых мест Самарской губернии 1910 года Дергачи являлись волостным селом, здесь проживало 5096 мужчин и 5127 женщин, село населяли бывшие государственные крестьяне, преимущественно малороссы и мордва, православные, в селе имелись 3 церкви, 1 частная гимназия, 1 министерская, 2 земские и 3 церковно-приходские школы, лечебница, 2 аптеки, волостное правление, почтово-телеграфная контора, земская станция, 1 паровая и 29 ветряных мельниц, проводились 3 ярмарки, по воскресеньям — базары, в четверг — хлебный рынок, работали 1 кирпичный, 9 овчинных и 2 кожевенных завода, 2 врача, фельдшер, 3 акушерки, 3 банковские конторы, судебный следователь.
С 1919 по 1923 Дергачи — уездный город, а 23 июля 1928 года село становится центром Дергачёвского района в составе Пугачёвского округа Нижне-Волжского края (с 1936 года — в Саратовской области).
Статус посёлка городского типа с 1965 года.

## Население
Динамика численности населения по годам:
| 1859 | 1889 | 1897 | 1910  |
| ---- | ---- | ---- | ----- |
| 3790 | 5908 | 7513 | 10223 |

| 1939  | 1959  | 1970  | 1979  | 1989    | 2002  | 2009  | 2010  | 2011  |
| ----- | ----- | ----- | ----- | ------- | ----- | ----- | ----- | ----- |
| 6420  | ↗6800 | ↗8814 | ↗9181 | ↗10 343 | ↘9642 | ↗9682 | ↘8276 | ↗8289 |
| 2012  | 2013  | 2014  | 2015  | 2016    | 2017  | 2018  | 2019  | 2020  |
| ↘8183 | ↘8162 | ↘8149 | ↘8045 | ↘7951   | ↘7890 | ↘7851 | ↘7827 | ↘7704 |
| 2021  |       |       |       |         |       |       |       |       |
| ↘7406 |       |       |       |         |       |       |       |       |

## Образование
- Средняя школа № 1 им. А. Г. Наконечникова;
- Средняя школа № 2 им. В. Д. Коннов;
- Дергачёвский агропромышленный лицей.

## Русская православная церковь
Храм во имя святого Архангела Михаила. Деревянная церковь была построена в 1839 году на средства прихожан и вмещала до 1500 человек. В 1908 году на её месте был построен каменный храм. В советское время он некоторое время использовался как зернохранилище и был открыт для прихожан в 1947 году.

## Люди, родившиеся в посёлке
- Юрий Борисович Кардашенко (1923—1989) — Герой Советского Союза, инженер.
- Александр Георгиевич Наконечников (1915—1946) — Герой Советского Союза, подполковник.
- Николай Кирьякович Пиксанов (1878—1969) — русский филолог, историк, литературовед, член РБО.
- Лепёхин Юрий Васильевич (1942—2025) — Герой труда Российской Федерации, педагог.

## Иллюстрации

Храм Архангела Михаила
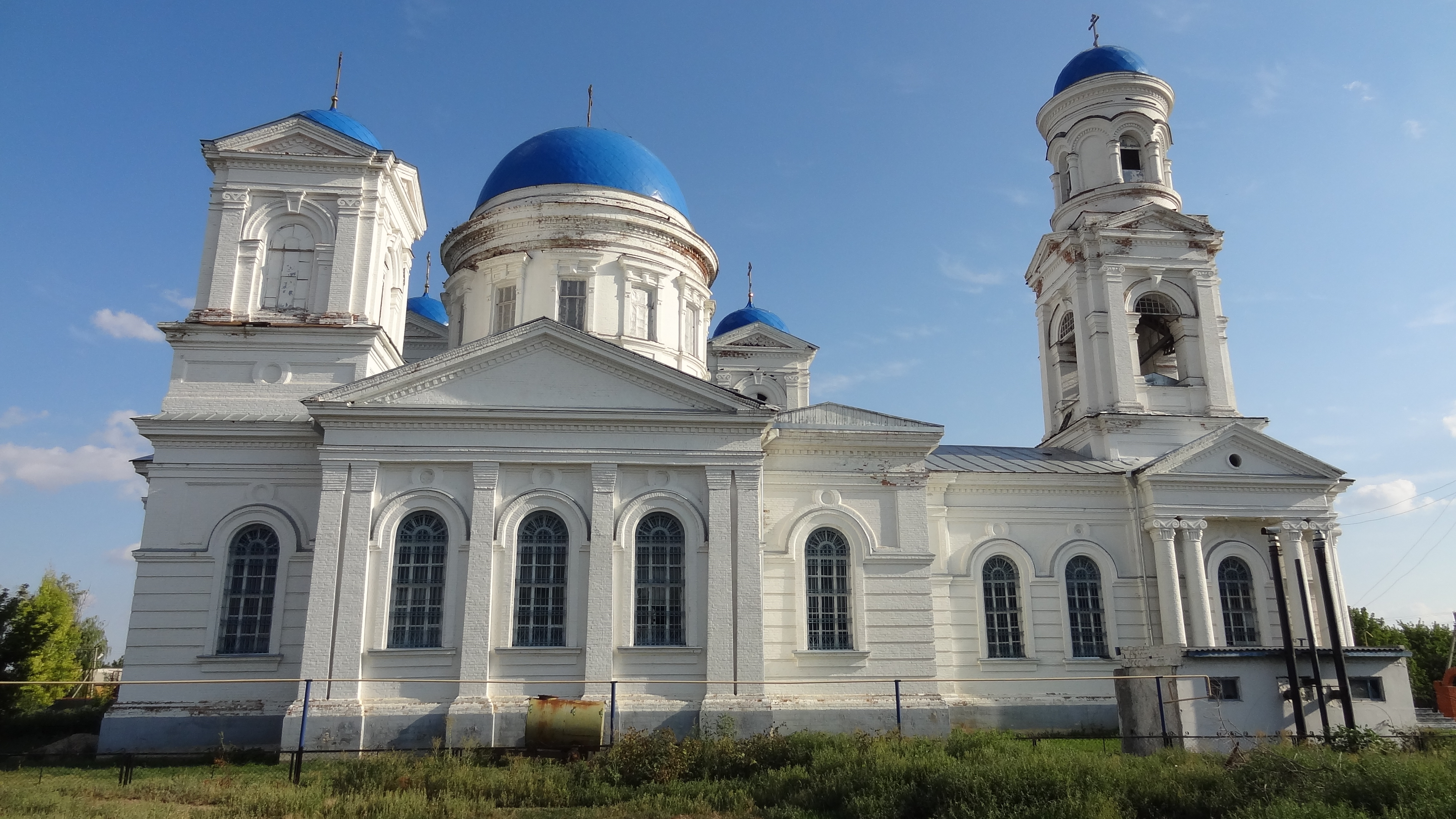
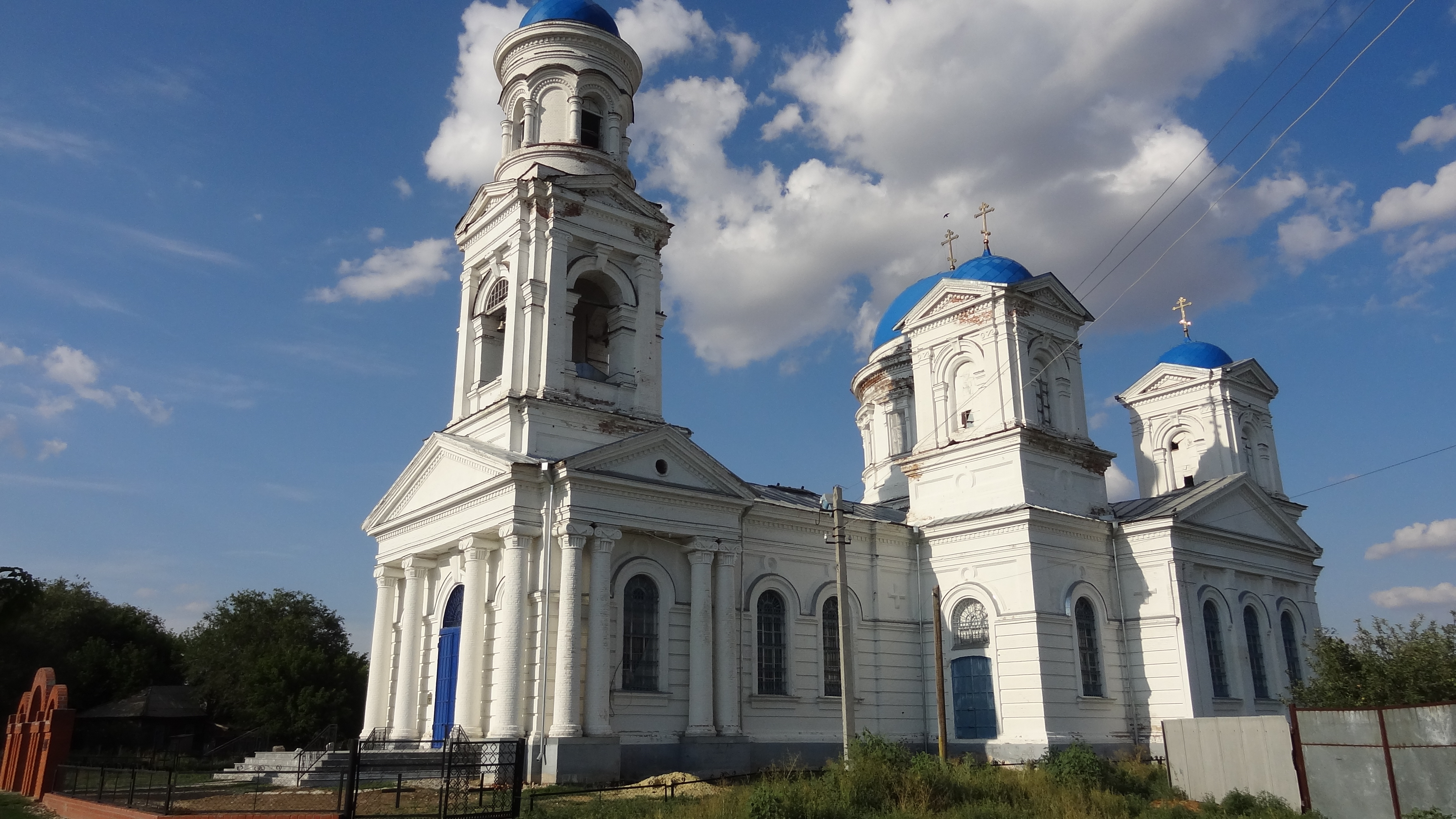

Купеческие дома посёлка
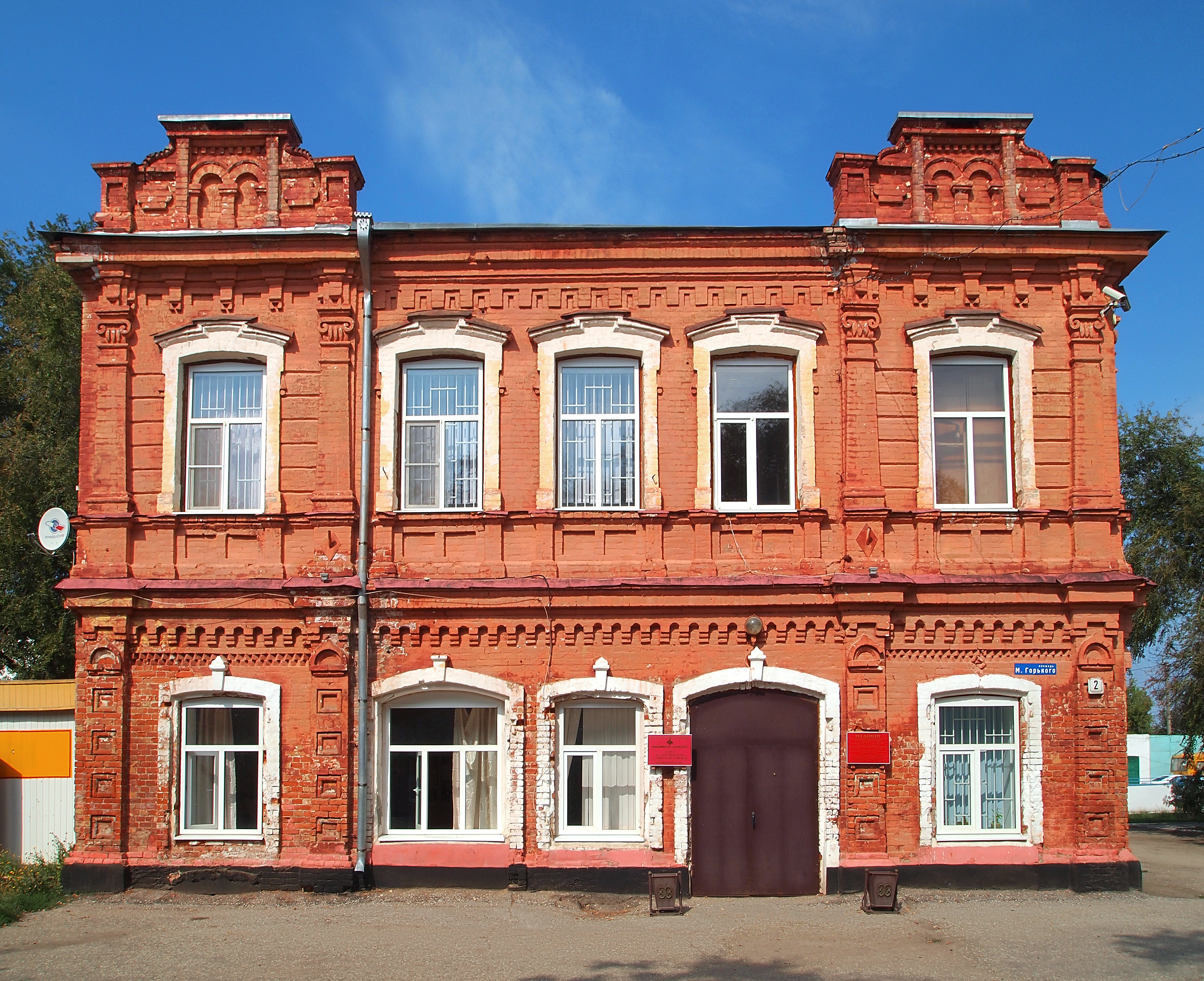
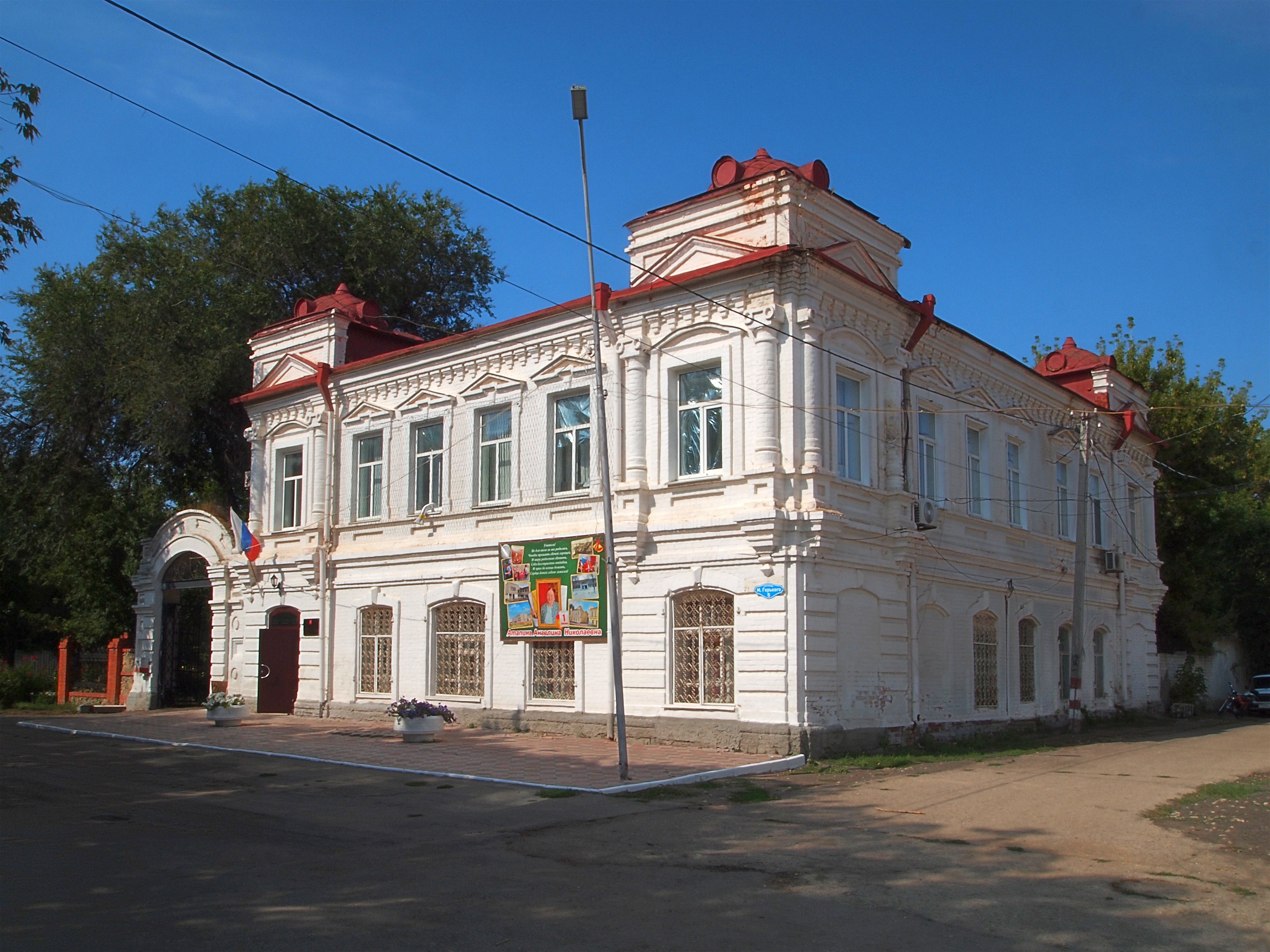
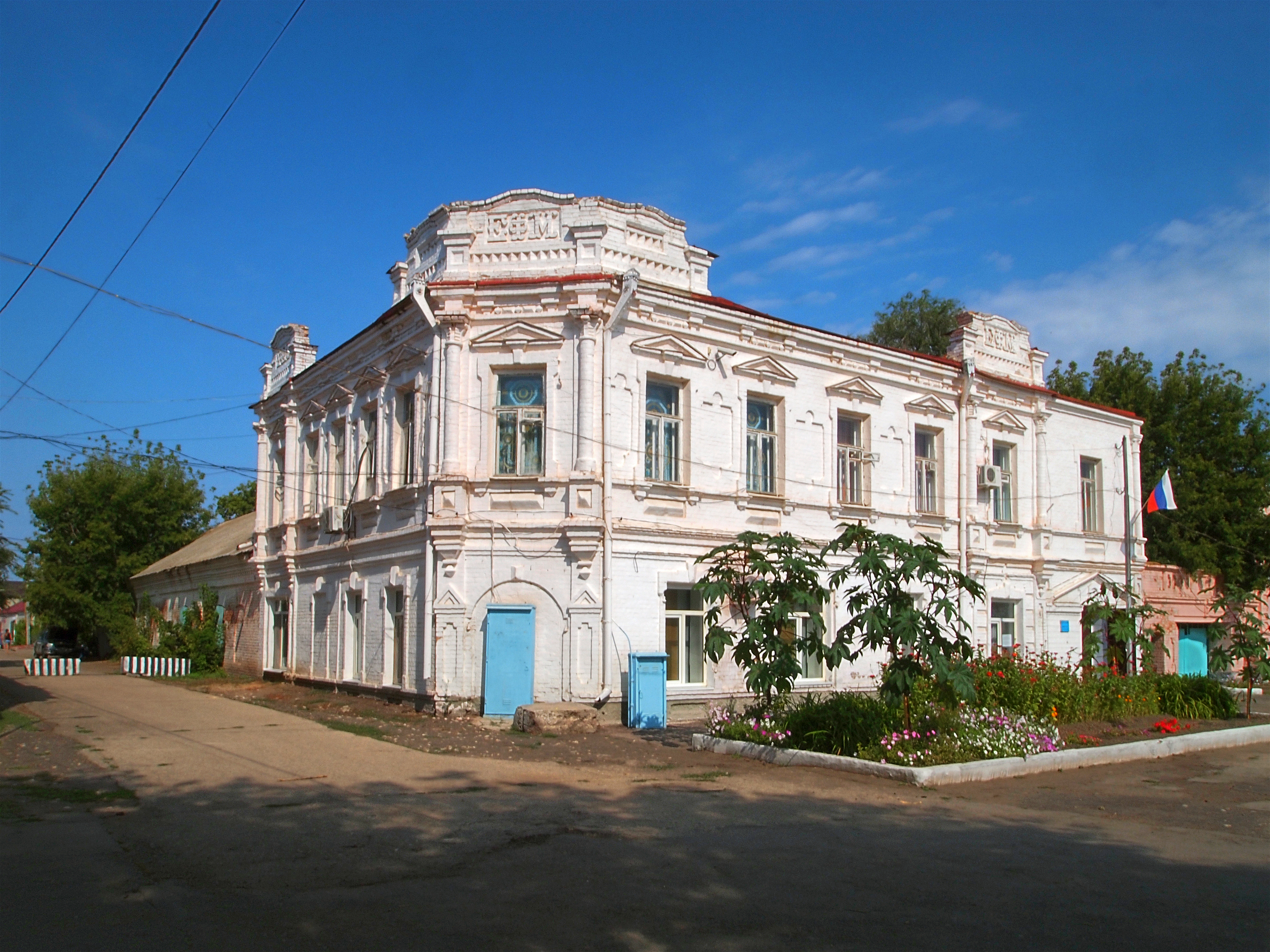